# کایسارا دو نورته
کایسارا دو نورته (به پرتغالی: Caiçara do Norte) یک شهرستان در برزیل است که در ریو گرانده شمالی واقع شده‌است.